# ويليام أندرسون (سياسي كندي، مواليد 1822)
ويليام أندرسون هو سياسي كندي، ولد في 7 أبريل 1822 في Ameliasburgh Township, Ontario ‏ في كندا، وتوفي في 1897 في بيتيربوروغ في كندا. نشط حزبياً في حزب أونتاريو المحافظ التقدمي. وقد انتخب عضو برلمان مقاطعة أونتاريو وانتخب Member of the Legislative Assembly of the Province of Canada ‏ (1861 – 1863).